# Vidaluz Meneses
Vidaluz Meneses Robleto (Managua, 28 de maig de 1944 - 27 de juliol de 2016) va ser una bibliotecària, poetessa, degana de la Facultat d'Arts i Lletres de la Universitat Centroamericana, i activista social nicaragüenca.

## Biografia
Filla de Vida Robleto Valle i del General Edmundo Meneses Cantirer. Es va llicenciar en humanitats amb menció en Biblioteconomia a la Universitat Centroamericana, d'on fou degana de la Facultat d'Arts i Lletres d'aquesta universitat. Va ser cofundadora de l'Associació Nicaragüenca d'Escriptores (ANIDE) i la seva primera presidenta; també va integrar la seva junta en diferents períodes sent l'últim de 2007 al 2009.
L'any 2013 va obtenir el Premi Internacional del Llibre Llatí pel seu poemari bilingüe Flame in the Air (Flama guardada), i l'any 2014 va rebre l'ordre de Caballer de la Legió d'Honor de França per la seva aportació a les arts i les lletres. La seva obra, que va ser traduïda a sis idiomes, inclou, a més, Llama en el aire-Antología poética 1974 al 1990 (1991), Literatura para niños en Nicaragua (1995), el poemari Todo es igual i distinto (2004) i les antologies Sonreír cuando los ojos están serios i La lucha es el más alto de los cantos, ambdues de 2006.